# Affaire Chesapeake-Leopard
Prémices de la guerre anglo-américaine de 1812
L'affaire Chesapeake-Leopard, parfois nommée affaire du Chesapeake, désigne un incident impliquant le navire de ligne de quatrième rang britannique HMS Leopard et la frégate américaine USS Chesapeake au large de Norfolk le 22 juin 1807.

## Contexte
Les guerres napoléoniennes voient s'affronter dans l'océan Atlantique les flottes britannique et française. Durant l'été 1807, la guerre économique entre les deux puissances fait rage, et une flotte britannique est envoyée au large de la baie de Chesapeake afin de faire appliquer le blocus. Les conditions de vie des marins anglais, loin de leur pays, sont rudes, certains d'entre eux ayant été enrôlés de force. Les Britanniques vont jusqu'à enrôler contre leur gré les marins de navires américains abordés dans les parages. Ainsi, lors de cet été 1807, plusieurs marins britanniques désertent leurs navires, et quatre d'entre eux, appartenant aux équipages des HMS Melampus (en) et Halifax (en), se retrouvent sur la Chesapeake, frégate américaine aux ordres du commodore James Barron.

## Déroulement
Le vice-amiral Sir George Cranfield Berkeley envoie alors le Leopard, navire de ligne de quatrième rang commandé par le capitaine Salusbury Pryce Humphreys, chercher les déserteurs. Ainsi, le 22 juin 1807, au large de Norfolk, le Leopard rencontre la Chesapeake et la hèle. Le commodore Barron, ne se doutant de rien, se rapproche, jusqu'à ce que le capitaine Berkeley lui signifie qu'il dispose d'un mandat de perquisition afin de retrouver les déserteurs. Barron refuse, et les Britanniques ouvrent alors le feu, blessant le capitaine et 17 hommes, et en tuant 3. La Chesapeake, fatiguée de ses récentes campagnes, n'est pas prête pour un combat qui s'annonce acharné. Après avoir réussi à lâcher une salve, le capitaine Barron amène ses couleurs, laissant libre cours à la fouille britannique. Quatre déserteurs sont ainsi arrêtés, et emmenés à Halifax pour y être jugés. L'un des quatre déserteurs étant sujet britannique, il est condamné à être pendu. Les trois autres, nés en Amérique, sont condamnés à recevoir 500 coups de fouet, sentence qui sera commuée en une peine de prison.

## Conséquences
L'indignation monte dans les villes américaines. Les ports de Portsmouth et de Norfolk émettent une résolution interdisant à toute personne de ravitailler ou réparer un navire britannique. Le 2 juillet, le président Thomas Jefferson signe un décret interdisant à tout navire britannique de pénétrer dans les eaux américaines. Peu après, les États-Unis n'étant pas en mesure de mener une nouvelle guerre, le président décrète un embargo interdisant tout commerce avec les pays étrangers. Il pense ainsi rester neutre dans cette guerre, et affaiblir les deux grandes puissances en les privant des ressources du Nouveau Monde. Cette mesure controversée ne changera rien à la guerre, mais étranglera l'économie américaine durant deux longues années.